# نايز حسن
نايز حسن (ولد في 10 مايو 1996) هو لاعب كرة قدم مالديفي يلعب في مركز الهجوم لصالح نادي مازيا في الدوري الديفيهي الممتاز.

## المسيرة الاحترافية
على المستوى الدولي شارك نايز أول مرة مع منتخب جزر المالديف في 8 سبتمبر عام 2015 ضد منتخب الصين، حيث دخل في الدقيقة 93 بديلا، حينها خسرت جزر المالديف 3-0. سجل نايز أول هدف له مع النادي في 26 ديسمبر عام 2015 في بطولة اتحاد جنوب آسيا لكرة القدم ضد منتخب بنغلاديش في الدقيقة 90 عندما فاز منتخب المالديف 3-1.
وكان له دور فعال في بطولة اتحاد جنوب آسيا لكرة القدم 2018. لعب نايز في جميع مباريات البطولة وهو صانع الهدف الأول في المباراة النهائية ضد منتخب الهند.

## الأندية الوطنية
ساهم نايز في ترقية نادي تي. سي. إلى الدوري الديفيهي الممتاز في عام 2014. وبعد هذا الموسم حصل على لقب أفضل لاعب في النادي. وفي الموسم التالي في دوري الدرجة الأولى، ساعد نايز النادي للحصول على المرتبة الثانية في الدوري كما حصل على لقب أفضل لاعب مرة أخرى.

## إحصاءات
اعتبارا من 27 مارس 2018
| منتخب المالديف لكرة القدم | منتخب المالديف لكرة القدم | منتخب المالديف لكرة القدم |
| العام                     | المباريات                 | الأهداف                   |
| ------------------------- | ------------------------- | ------------------------- |
| 2015                      | 6                         | 1                         |
| 2016                      | 6                         | 3                         |
| 2017                      | 5                         | 1                         |
| 2018                      | 1                         | 4                         |
| مجموع                     | 18                        | 9                         |

## الأهداف الدولية
| ت   | التاريخ                       | المكان                                               | الخصم    | الأهداف | النتيجة | المنافسة                       | المرجع |
| --- | ----------------------------- | ---------------------------------------------------- | -------- | ------- | ------- | ------------------------------ | ------ |
| 1.  | 26 كانون الأول / ديسمبر 2015  | ملعب تريفاندروم في ثيروفانانثابورام، الهند           | بنغلاديش | 2-1     | 3-1     | 2015 الصف البطولة              |        |
| 2.  | 10 كانون الثاني / يناير 2016  | ملعب شمس الهدى في جيسور، بنغلاديش                    | كمبوديا  | 2-1     | 3-2     | كأس 2016                       |        |
| 3.  | 10 كانون الثاني / يناير 2016  | ملعب شمس الهدى في جيسور، بنغلاديش                    | كمبوديا  | 3-2     | 3-2     | كأس 2016                       |        |
| 4.  | 13 شباط / فبراير 2016         | ملعب أنديرا غاندي الرياضي في جواهاتي، الهند،         | 🇳🇵 نيبال | 3-2     | 3-4     | الألعاب الآسيوية 2016          |        |
| 5.  | 29 آذار / مارس 2016           | ملعب كرة القدم الوطني في ماليه، جزر المالديف         | بوتان    | 3-2     | 4-2     | تصفيات كأس العالم 2018         |        |
| 6.  | 14 تشرين الثاني / نوفمبر 2017 | ملعب الجامعة العربية الأمريكية في مدينة جنين، فلسطين | فلسطين   | 1-4     | 1-8     | تصفيات كأس الأمم الآسيوية 2019 |        |
| 7.  | 27 آذار / مارس 2018           | ملعب كرة القدم الوطني في ماليه، جزر المالديف         | بوتان    | 2-0     | 7-0     | تصفيات كأس الأمم الآسيوية 2019 |        |
| 8.  | 27 آذار / مارس 2018           | ملعب كرة القدم الوطني في ماليه، جزر المالديف         | بوتان    | 4-0     | 7-0     | تصفيات كأس الأمم الآسيوية 2019 |        |
| 9.  | 27 آذار / مارس 2018           | ملعب كرة القدم الوطني في ماليه، جزر المالديف         | بوتان    | 5-0     | 7-0     | تصفيات كأس الأمم الآسيوية 2019 |        |
| 10. | 27 آذار / مارس 2018           | ملعب كرة القدم الوطني في ماليه، جزر المالديف         | بوتان    | 6-0     | 7-0     | تصفيات كأس الأمم الآسيوية 2019 |        |

## الإنجازات والجوائز والتكريم
الدولية
- بطولة اتحاد جنوب آسيا لكرة القدم: 2018

الأندية
نادي تي سي الرياضي
- الدوري المالديفي الدرجة الثانية: 2014
- الدوري الديفيهي الممتاز (الوصيف): 2015, 2016, 2017
- كأس المالديف (الوصيف): 2016, 2017
- بطولة كأس الرؤساء في المالديف (الوصيف): 2016, 2017
- بطولة الشيخ كمال الدولية للأندية: 2017

الفردية
- أفضل لاعب (الدرجة الثانية): 2014
- هداف (الدرجة الثانية): 2014
- الدوري الديفيهي الممتاز أفضل لاعب:2015[6]
- كأس بانغاباندو 2016: لقب رجل المباراة في مباراة ضد كمبوديا
- ميهارو سبورت: أكثر لاعب واعد عام 2017[7][8]
- جوائز جزر المالديف لكرة قدم:[9] أكثر لاعب واعد عام 2017

## روابط خارجية
- نايز حسن على موقع إي إس بي إن إف سي (الإنجليزية)
- نايز حسن على موقع قاعدة بيانات كرة القدم.إي يو (الإنجليزية)
- نايز حسن على موقع ناشيونال فوتبول تيمز (الإنجليزية)
- نايز حسن على موقع Soccerway.com (الإنجليزية)
- نايز حسن على موقع عالم كرة القدم.نت (الإنجليزية)